# Гений (митология)
Гений в римската митология е дух-покровител на мъжете. Считало се, че съпътства всеки мъж от раждането до смъртта му. Геният се смятал за олицетворение на мъжката сила, вътрешните сили и способности на мъжа.
Гении-покровители освен хората, имали и градовете, местностите (на латински: genius loci), войските.
Най-често геният бил изобразяван като змия или на младеж с рог на изобилието и чаша.